# Svjetski dan borbe protiv tuberkuloze
Svjetski dan borbe protiv tuberkuloze obilježava se 24. ožujka, a 2013. godine nastavlja se dvogodišnja kampanja “Zaustaviti TB za moga života” (Stop TB in my lifetime), s ciljem podizanja svijesti javnosti da je tuberkuloza izlječiva bolest te da se poduzimanjem niza akcija pridonosi kontroli tuberkuloze, omogućujući rano otkrivanje bolesti te adekvatno liječenje i praćenje bolesnika. Iako je smrtnost od tuberkuloze smanjena gotovo 40 % od 1990. do 2011. godine, do danas je ostala epidemija koja uzrokuje 1,4 milijuna smrtnih slučajeva svake godine. Prema podatcima Svjetske zdravstvene organizacije trećina svjetske populacije inficirana je uzročnikom te bolesti (Mycobacterium tuberculosis). 

## Povijest
Svjetski dan borbe protiv tuberkuloze obilježava se u spomen na dr. Roberta Kocha koji je 1882. godine otkrio uzročnika tuberkuloze - bakteriju Mycobacterium tuberculosis. Bakterija u prvom redu zahvaća pluća, iako praktički može zahvatiti bilo koji organ: limfne čvorove, kožu, mozak, kosti i zglobove, probavni, mokraćni i genitalni sustav. Poseban problem je i pojava multirezistencije uzročnika na lijekove. Simptomi ove bolesti su nekarakteristični. Obično je prisutan umor, opća slabost, subfebrilne temperature, gubitak apetita i mršavljenje, pojačano noćno znojenje te suhi nadražajni kašalj, koji kasnije može biti popraćen iskašljavanjem. Kod težih oblika bolesti može se pojaviti krv u iskašljaju, bolovi u prsima i otežano disanje. Da bi se utvrdila bolest neophodno je učiniti rtg pluća i pregled iskašljaja na uzročnika tuberkuloze, osnovne pretrage krvi i tuberkulinsko testiranje. Tuberkuloza je izlječiva bolest, ali se nakon izlječenja ne stječe imunitet od ponovnog obolijevanja.

## 2013.
Ponovno se i 2013. godine ističe zahtjev da se u budućnosti u svijetu broj smrti od tuberkuloze svede na nulu. Također je prepoznata i potreba za brzim dijagnostičkim testovima, učinkovitim cjepivom te nada za većim financiranjem u borbi protiv ove zarazne bolesti. U Hrvatskoj se godišnje otkrije oko 700 novooboljelih bolesnika što čini incidenciju od 15/100 000 stanovnika. Važno je naglasiti kako borba protiv tuberkuloze u Hrvatskoj i dalje traje te da su potrebni napori svih kako bi se jednoga dana iskorijenila ovu bolest. 
U Hrvatskoje se uz Svjetski dan borbe protiv tuberkuloze održava Međunarodni skup “Tuberkuloza 1882. – 2013. godine”, 25. ožujka 2013. godine u Knjižnici Hrvatske akademije znanosti i umjetnosti u Zagrebu. Skup je organizirao Hrvatski liječnički zbor, Hrvatsko pulmološko društvo, Hrvatsko društvo za povijest medicine pod pokroviteljstvom Hrvatske akademije znanosti i umjetnosti Razreda za medicinske znanosti. 

## Vanjske poveznice
- Osvrt na knjigu „Tuberkuloza i likovnost“, autora Borisa Vrge, dr. med.  Arhivirana inačica izvorne stranice od 18. veljače 2013. (Wayback Machine)
- http://hpd.hlz.hr/

|  | Molimo pročitajte upozorenje o korištenju medicinskih informacija. Ne provodite liječenje bez savjetovanja s liječnikom! |